# Go Youn-jung
Đây là một tên người Triều Tiên, họ là Go.
Go Youn-jung (tiếng Hàn: 고윤정; sinh ngày 22 tháng 4 năm 1996) là nữ diễn viên và người mẫu người Hàn Quốc. Cô xuất hiện lần đầu trong bộ phim truyền hình Chàng trai ngoại cảm (2019) và đã được công nhận với vai phụ trong phim Netflix Sweet Home: Thế giới ma quái (2020). Cô còn được biết đến qua các bộ phim truyền hình Trường luật (2021), Hoàn hồn (2022–2023) và phim gốc Disney+ Moving (2023) cũng như phim Săn lùng (2022).

## Cuộc đời và giáo dục

### Cuộc đời
Cô sinh ngày 22 tháng 4 năm 1996 tại Hàn Quốc. Cô theo học tại Đại học Nữ sinh Seoul để học Nghệ thuật Đương đại.

### Khởi đầu sự nghiệp
Sau khi tốt nghiệp Đại học Nữ sinh Seoul, cô gia nhập MAA Entertainment với vai trò người mẫu và diễn viên. Công việc người mẫu đầu tiên của cô là quảng cáo cho các nhãn hàng Sports, Nike, Giorgio Armani, Ritz Crackers và một số quảng cáo cho KT.

### 2019–nay: Ra mắt diễn xuất
Năm 2019, sau khi thể hiện sự hứng thú và tài năng diễn xuất, cô đã xuất hiện lần đầu tiên trong bộ phim truyền hình Thám tử đọc tâm, với vai Kim So-hyun.
Năm 2020, cô xuất hiện với vai trò khách mời và được đánh giá cao trong bộ phim truyền hình của Netflix Hàn Quốc Nữ y tá can trường, cùng năm đó, cô tham gia trong bộ phim truyền hình ăn khách Sweet Home của Netflix với vai Park Yu-ri. Nhờ vào vai diễn này, cô đã nhận được rất nhiều lời khen và công nhận.
Năm 2021, cô đóng vai chính Jeon Yeseul trong Trường luật và được công nhận với vai diễn sinh viên luật bị bạo lực trong hẹn hò.
Năm 2022, cô ra mắt bộ phim hành động kinh dị Săn lùng. Cùng năm, cô tham gia loạt phim giả tưởng cổ trang Hoàn hồn của đài tvN, xuất hiện chớp nhoáng với vai sát thủ điêu luyện Nak-su trong Phần 1. Vào tháng 12 năm 2022, cô trở lại với vai nữ chính trong Phần 2 của bộ truyện – Hoàn hồn: Ánh sáng và bóng tối, nơi cô đóng vai nữ tu sĩ bị mất trí nhớ Jin Bu-yeon cùng với Lee Jae-wook.
Năm 2023, cô đóng vai Jang Hui-soo trong loạt phim Disney+ Moving.

## Danh sách phim

### Phim
| Năm  | Nhan đề  | Vai diễn    | Ghi chú | Ng.           |
| ---- | -------- | ----------- | ------- | ------------- |
| 2022 | Săn lùng | Jo Yoo-jung | Vai phụ | [ 22 ] [ 23 ] |

### Phim truyền hình
| Năm       | Nhan đề                   | Kênh | Vai diễn                         | Ghi chú                               | Ng.           |
| --------- | ------------------------- | ---- | -------------------------------- | ------------------------------------- | ------------- |
| 2019      | Chàng trai ngoại cảm      | tvN  | Kim So-hyun                      | Vai phụ                               | [ 24 ]        |
| 2021      | Trường luật               | JTBC | Jeon Ye-seul                     | Vai phụ                               | [ 25 ]        |
| 2022–2023 | Hoàn hồn                  | tvN  | Nak-su / Cho Yeong / Jin Bu-yeon | Phần 1 – Khách mời Phần 2 – Vai chính | [ 26 ] [ 27 ] |
| 2025      | Chuyện đời bác sĩ nội trú | tvN  | Oh Yi-young                      | Vai chính                             | [ 28 ]        |

### Phim chiếu mạng
| Năm       | Nhan đề                      | Nền tảng | Vai diễn                      | Ghi chú                               | Ng.                  |
| --------- | ---------------------------- | -------- | ----------------------------- | ------------------------------------- | -------------------- |
| 2020      | Nữ y tá can trường           | Netflix  | Choi Yoo-jin                  | Khách mời                             | [ 29 ]               |
| 2020–2023 | Sweet Home: Thế giới ma quái | Netflix  | Park Yu-ri                    | Phần 1 – Vai chính Phần 2 – Khách mời | [ 30 ] [ 31 ]        |
| 2022      | Rookie Cops                  | Disney+  | Ảnh đại diện của buổi xem mắt | Khách mời (tập 4)                     | [ 32 ]               |
| 2023      | Moving                       | Disney+  | Jang Hee-soo                  | Vai chính                             | [ 33 ] [ 34 ]        |
| 2023      | Death's Game                 | TVING    | Lee Ji-su                     | Vai phụ                               | [ 35 ] [ 36 ] [ 37 ] |
| TBA       | Can This Love Be Translated? |          | Cha Moo-hee                   | Vai chính                             | [ 38 ] [ 39 ]        |

## Quảng cáo
| Năm  | Thương hiệu   | Sản phẩm           | Ghi chú                                                    |
| ---- | ------------- | ------------------ | ---------------------------------------------------------- |
| 2021 | Hoegaarden    | Hoegaarden botanic | [Video] Hogararden Botanic Adds Spring (phiên bản 30 giây) |
| 2020 | L'Oreal Paris | Giorgio Armani     | [Video] Giorgio Armani 2020 Lip Maestro 415 IELLE KOREA    |

## Giải thưởng và đề cử
| Lễ trao giải                             | Năm  | Hạng mục                              | Đề cử / Công việc | Kết quả   | Ng.    |
| ---------------------------------------- | ---- | ------------------------------------- | ----------------- | --------- | ------ |
| Asia Contents Awards & Global OTT Awards | 2023 | Nữ diễn viên mới xuất sắc nhất        | Moving            | Đoạt giải | [ 40 ] |
| Baeksang Arts Awards                     | 2023 | Nữ diễn viên mới xuất sắc nhất – Phim | Săn lùng          | Đề cử     | [ 41 ] |
| Blue Dragon Film Awards                  | 2022 | Nữ diễn viên mới xuất sắc nhất        | Săn lùng          | Đề cử     | [ 42 ] |
| Brand Customer Loyalty Award             | 2023 | Nữ diễn viên ngôi sao mới nổi         | Go Youn-jung      | Đoạt giải | [ 44 ] |
| Buil Film Awards                         | 2022 | Nữ diễn viên mới xuất sắc nhất        | Săn lùng          | Đề cử     | [ 45 ] |
| Grand Bell Awards                        | 2022 | Nữ diễn viên mới xuất sắc nhất        | Săn lùng          | Đề cử     | [ 46 ] |